# Національна асоціація морської електроніки
Національна асоціація морської електроніки (англ. National Marine Electronics Association, NMEA) — розташована в США організація, що об'єднує підприємців у галузі морського електронного обладнання. Асоціацію створено 1957 року з метою зміцнення зв'язків між постачальниками та виробниками обладнання. NMEA стала одним з лідерів у галузі встановлення стандартів обміну інформацією між пристроями морської електроніки, їй належать широко використовуваний стандарт NMEA 0183, а також стандарт NMEA 2000 та сертифікаційні стандарти.

## Стандарти
Стандарти NMEA встановлюють електричні та функціональні характеристики комунікаційного протоколу для обміну інформацією між пристроями морського електронного обладнання, такими як ехолот, гідролокатор, анемометр, гірокомпас, автоматичний рульовий механізм, GPS-приймач тощо. Ранні версії стандартів NMEA 0180 (1980 року) та NMEA 0182 (1982 року) визначали передачу простих повідомлень на швидкості 1200 бод і після поширення стандарту NMEA 0183 мають лише історичне значення.

### NMEA 0183
Стандарт прийнято 1983 року, він замінив раніше видані NMEA 0180 та NMEA 0182. Передача інформації йде на швидкості 4800 бод повідомленнями, що складаються не більше, ніж з 80 символів ASCII. Електрично стандарт використовує EIA-422, внаслідок чого один передавач-«промовець» (англ. talker) може надавати інформацію багатьом «слухачам» (англ. listener). Для використання одним приймачем даних з кількох давачів використовуються спеціальні пристрої — мультиплексори.

### NMEA 2000
Стандарт NMEA 2000 (скорочено NMEA2k або N2K) використовується для з'єднання морських сенсорів та дисплеїв у межах корабля чи човна. Стандартизовано також як IEC 61162-3. Стандарт використовує шину CAN, забезпечує Plug-and-Play підключення та в 50 разів більшу швидкість передачі даних. Furuno, Garmin, Lowrance Electronics та Maretron підтримують NMEA 2000 у своїх виробах. Simrad Yachting також використовує спеціальну версію NMEA 2000 з тонкими з'єднувачами, називаючи таку мережу SimNet.

### NMEA OpenNet
Майбутній стандарт NMEA OneNet використовує передачу даних з допомогою Ethernet. Він доповнюватиме наявні мережі NMEA 2000, передбачаючи більшу ширину смуги пропускання. Стандарт анонсовано 2014 року, станом на 2015 рік знаходиться у стадії розробки.
Використовувані мережі передачі даних для морської електроніки мають пропускну здатність меншу, ніж 1 Мбіт/с. Побудований на основі Ethernet, стандарт OpenNet має швидкість передачі в сотні та тисячі мегабіт на секунду. Ця додаткова пропускна спроможність потрібна для передачі необроблених даних від сонарів та радарів, а також відеоканалів, наприклад, від машинного відділення.